# Siegbert Amler
Siegbert Amler (* 7. November 1929 in Hirschberg im Riesengebirge, Provinz Niederschlesien; † 27. März 2019 in Glücksburg) war ein deutscher Bildhauer und Graphiker.

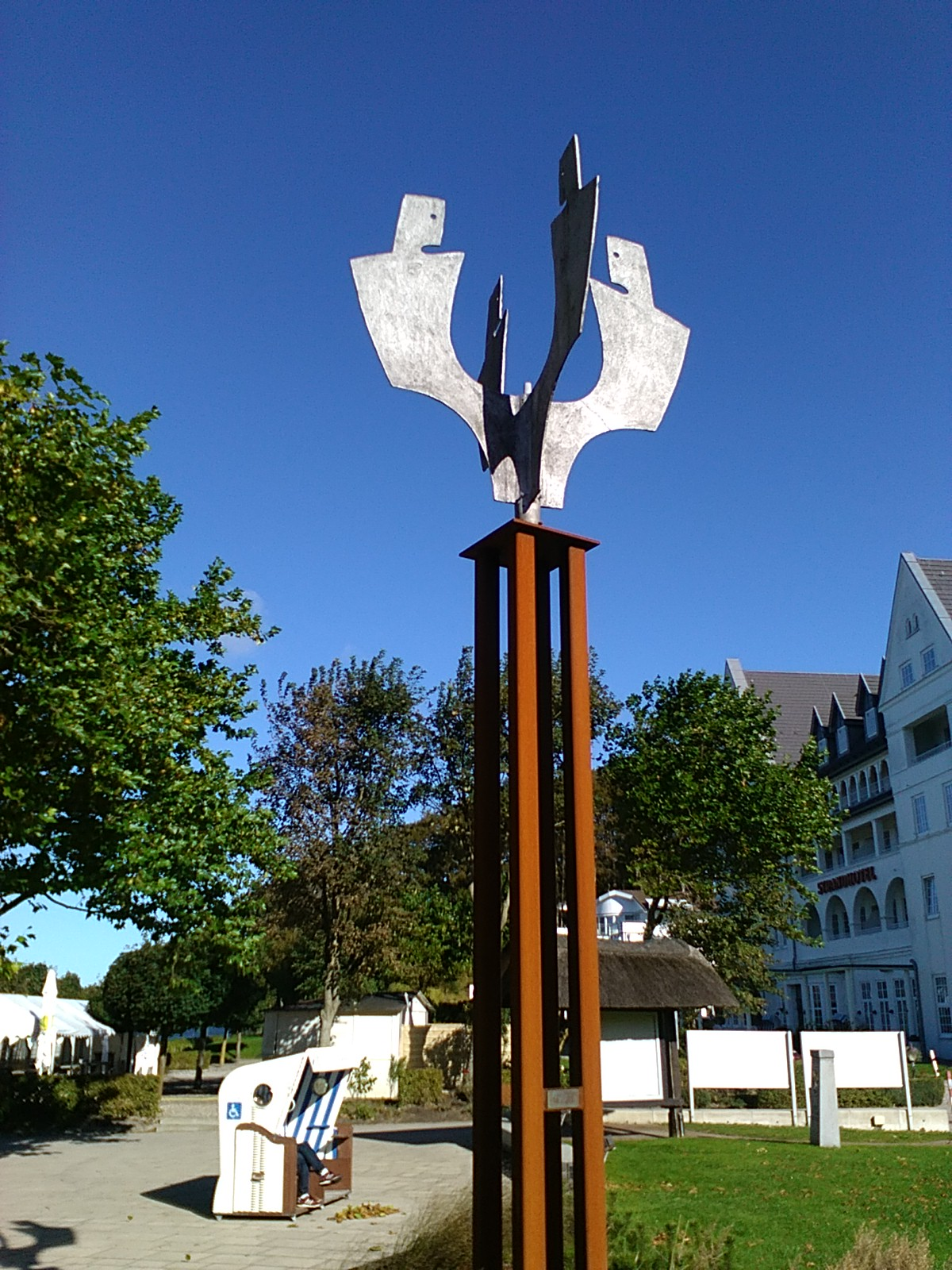
Skulptur Windspiel von Siegbert Amler (1974) an der Strandpromenade in Glücksburg

## Leben

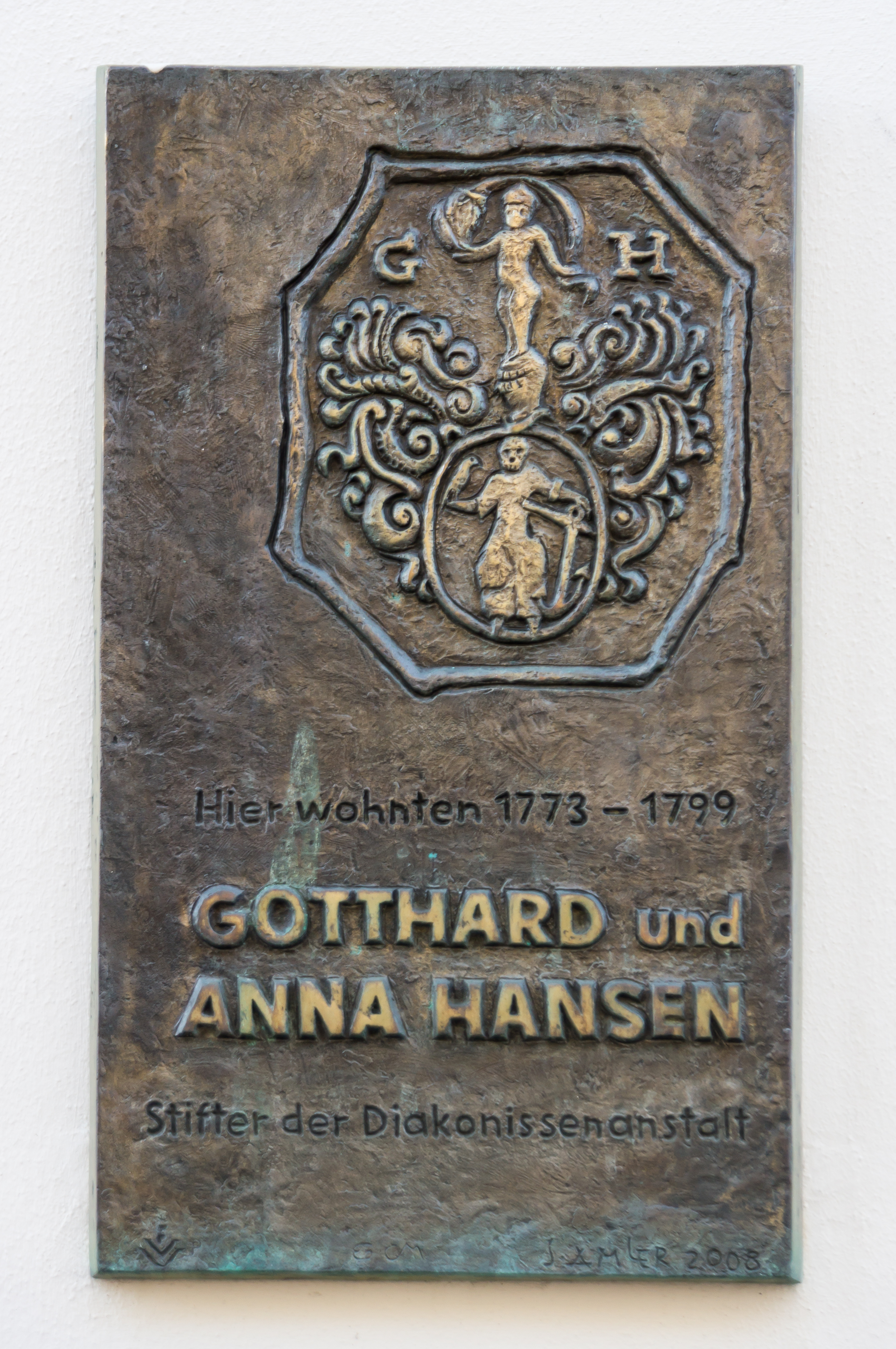
Gedenktafel von Siegbert Amler an der Fassade Holm 47, Flensburg

Im Juni 1946 aus Hirschberg vertrieben, kam Amler in Seinstedt unter. Er arbeitete zwei Jahre in der Landwirtschaft, bis er eine Lehre bei einem Holzbildhauer in Wolfenbüttel beginnen konnte. Er beendete sie in Lippe, in Lemgo und bei Karl Ehlers in Detmold. 1954 konnte er ein Studium an der Werkkunstschule in Flensburg aufnehmen. 1956 bestand er das Staatsexamen. Danach war er drei Jahre Meisterschüler von Fritz Thomas-Gottesberg, der vor 1945 an der Holzschnitzschule Bad Warmbrunn studiert hatte. Amler machte sich 1958 als Bildhauer und Grafiker selbständig. 1962 fand er in Glücksburg (Ostsee) ein Grundstück. Mit seiner Frau machte er aus einer Baracke ein Haus, ein Atelier und einen Ausstellungsraum. Seit 1959 war er in der Erwachsenenbildung in Deutschland und Dänemark tätig. 2009 gab er seinen hundertsten Zeichenkurs in der Volkshochschule Flensburg. Seit 1988 leitete er Zeichen- und Malreisen im fernen Ausland. Er arbeitete in Naturstein, Holz, Bronze, Aluminium, Modellier- und Ortbeton, Keramik, Mooreiche und Kunststoff.  Es entstanden Mosaike, Glasfenster, Wandgestaltungen, Wandteppiche, Brunnen, Taufbecken, Kruzifixe und Kunst für den sakralen und profanen öffentlichen Raum. Mit Flucht und Vertreibung befassen sich frühe Arbeiten. 1965 schuf er die neun bleiverglasten Fenster der Ostdeutschen Patenhalle in Fahrdorf. Die Glaserarbeiten wurden von Günter Kruse (Flensburg) ausgeführt, die Erneuerung der Fensterfront von Glas Prochnow (Schleswig). 1966 folgte das Vertriebenendenkmal Den Toten der Vertreibung auf dem Ehrenfriedhof am Haddebyer Noor. Die philosophisch-religiöse Ernsthaftigkeit seiner Kunstwerke brachten ihm Aufträge für Kirchen und Kapellen.

„Obwohl Amler seine Figuren immer in lange Gewänder hüllt und weder ihre Gesichter noch ihre Hände herausarbeitet, die Körper also fast bis zur gegenstandslosen Form abstrahiert sind, wirken die Gruppen als würden sie aus lauter Persönlichkeiten bestehen. Die Körperhaltung, verschiedene Größe, die Neigung des Kopfes, eine angedeutete Geste bringen die Plastiken zum Sprechen und lassen sie zu Übermittlern einer Botschaft werden. Es sind sprechende Plastiken.“

Weitere Werkgruppen sind Klein- und Tierplastiken sowie Brunnen, zum Beispiel im Kurpark von Glücksburg (1968), vor dem Polizeigebäude in Schleswig (1972), auf dem alten Rathausmarkt in Schleswig (1984) und dem Friedhof von Büdelsdorf (1987). In mehr als siebzig Einzel- und Gruppenausstellungen waren seine Arbeiten im In- und Ausland zu sehen, so auch 1979 im Gerhart-Hauptmann-Haus in Agnetendorf. Sein Ausstellungsraum und der Skulpturen-Park in Glücksburg bieten einen aufschlussreichen Einblick in Amlers Schaffen. Seine Werke wurden von renommierten Privatsammlern, Museen und Galerien in der Deutschland, Schweden, Dänemark, Frankreich, Australien, London, San Francisco, Prag, Tokio, Rotterdam, Moskau und Guatemala-Stadt erworben. Nach eigenem Bekunden gehört Amler „eigentlich nach Afrika“.

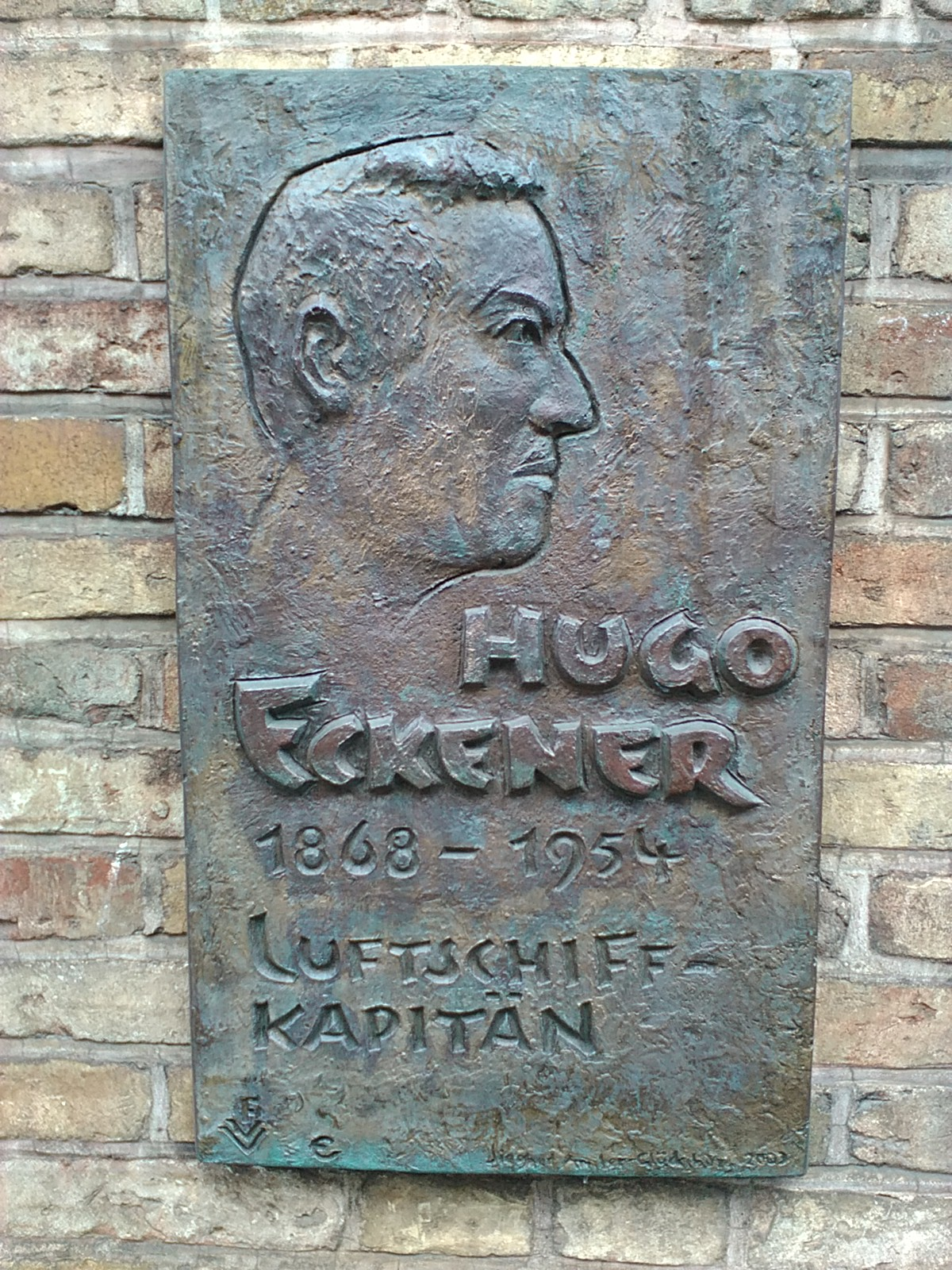
Gedenktafel Hugo Eckener, Eckener-Haus, Flensburg (2003)
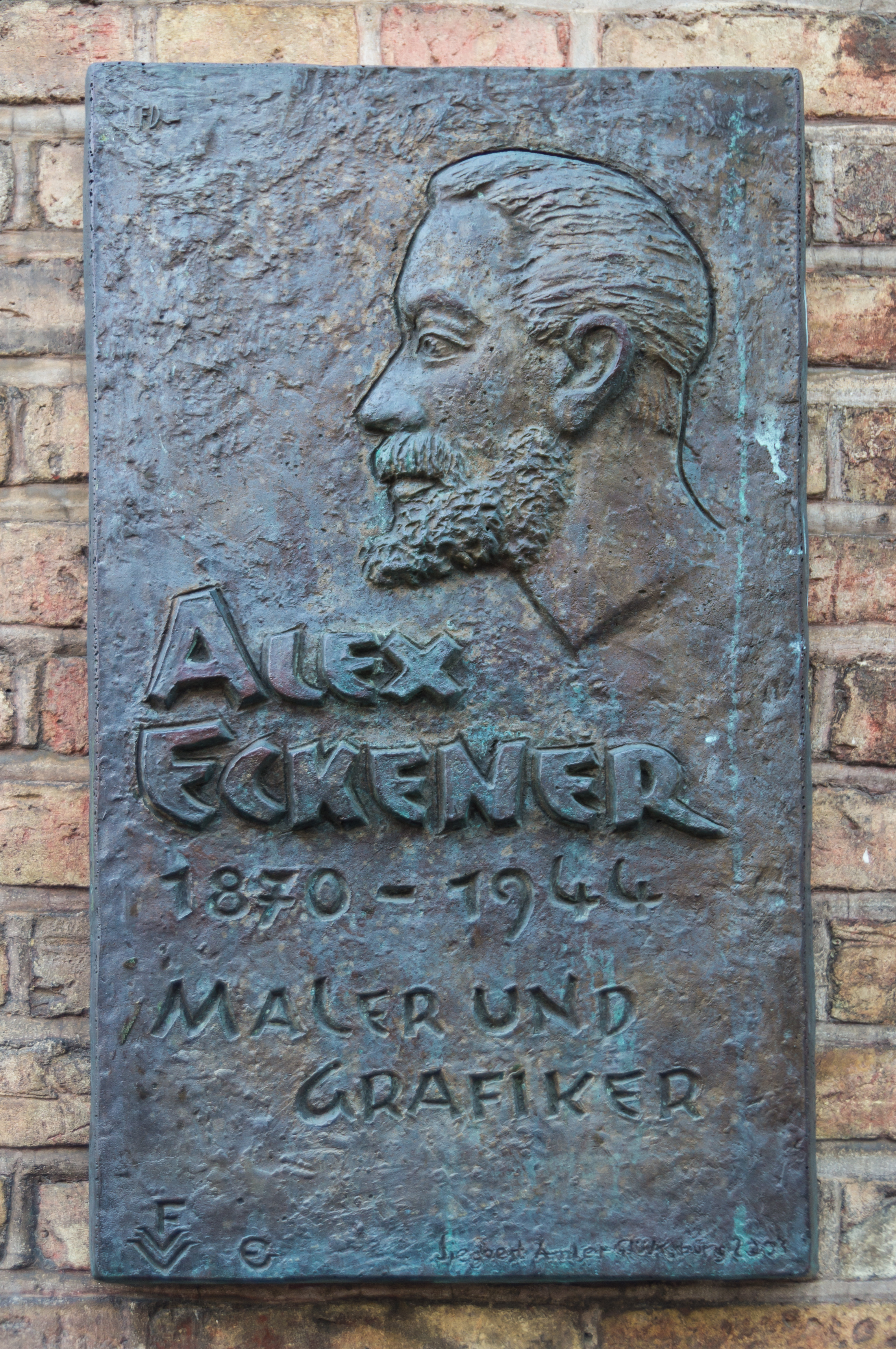
Gedenktafel Alex Eckener, Eckener-Haus, Flensburg (2003)
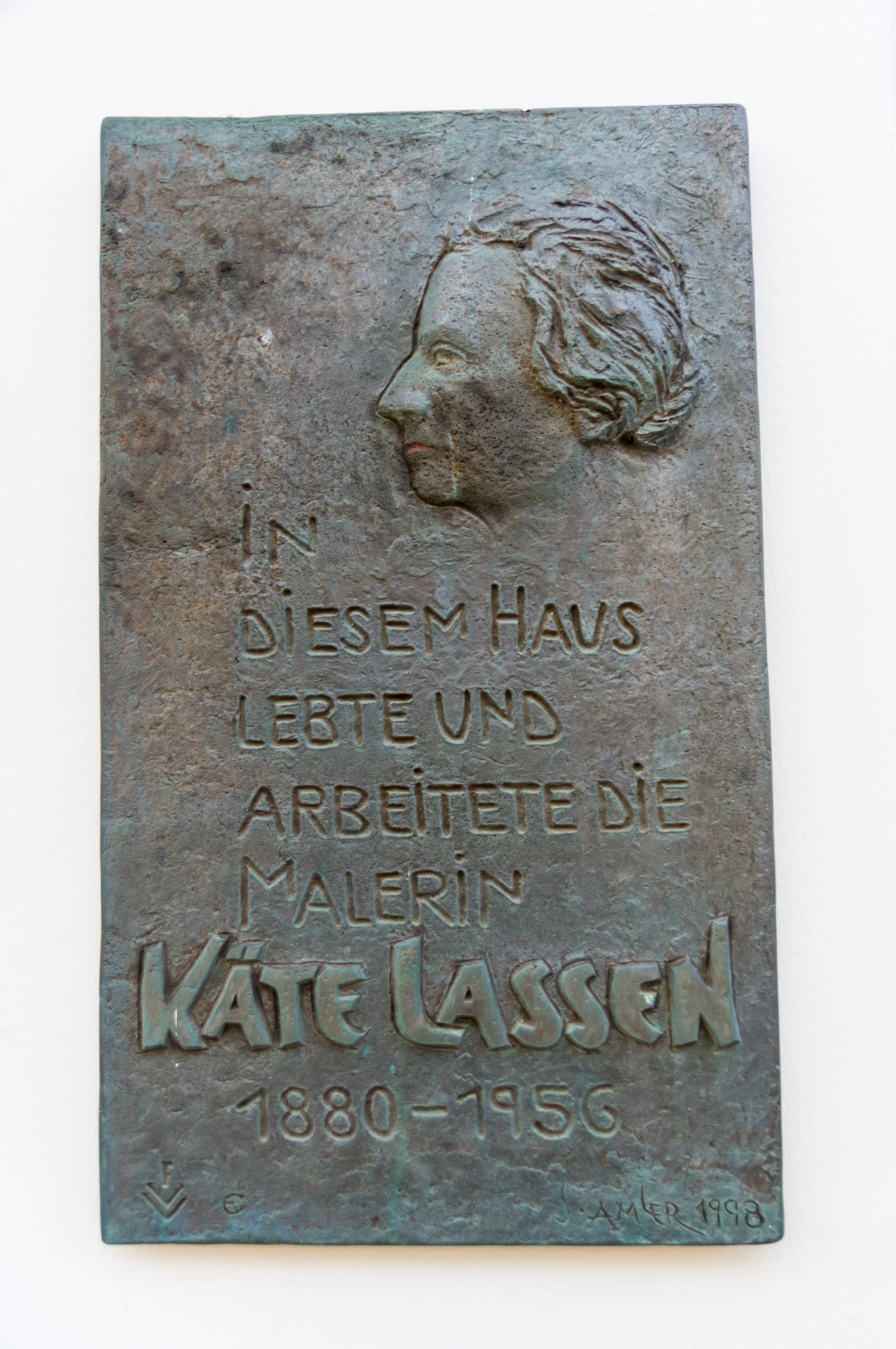
Gedenktafel Käte Lassen, Holm 49–51, Flensburg (1998)
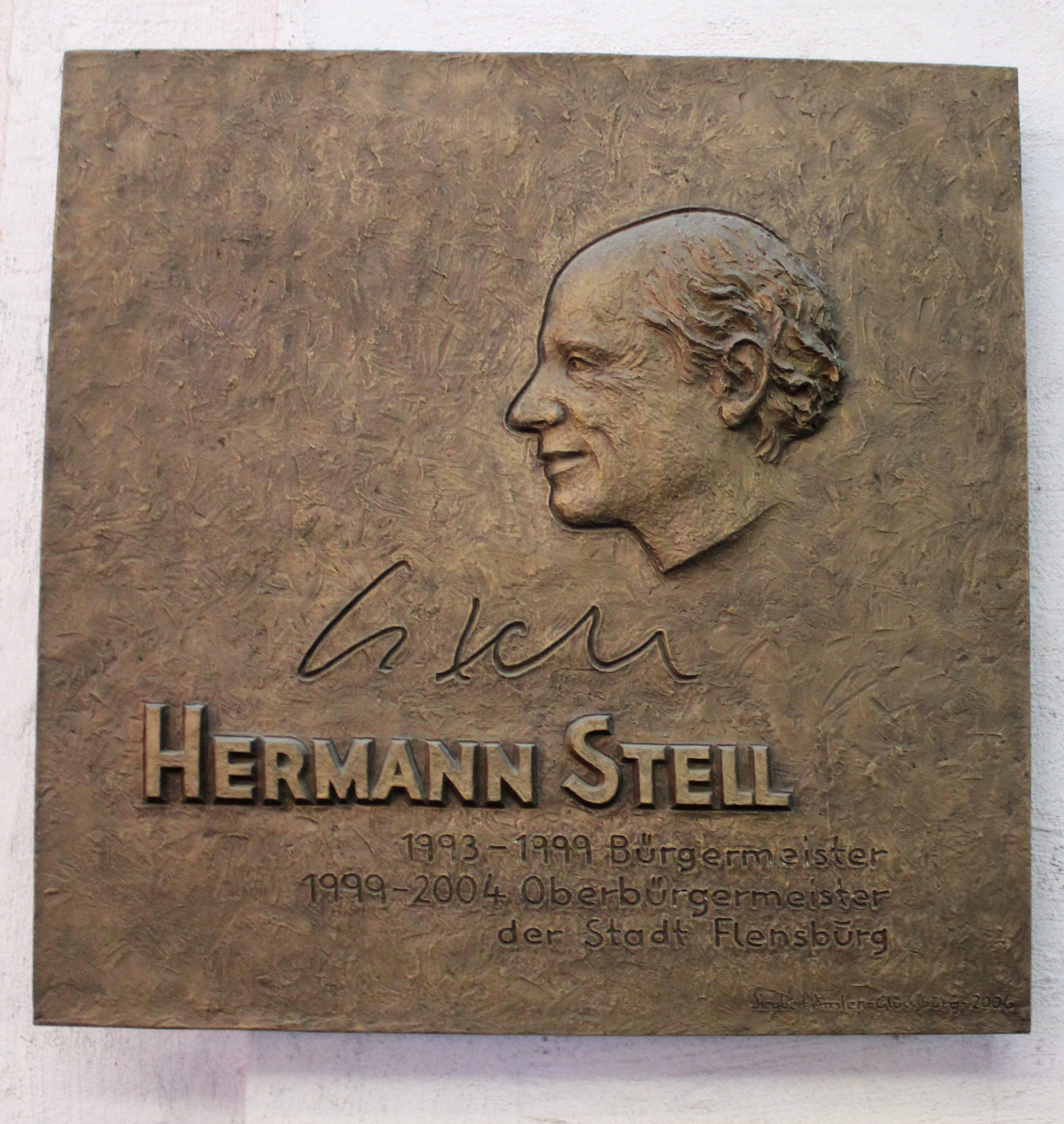
Gedenktafel für den Flensburger Oberbürgermeister Hermann Stell am Steinbach-Haus der Flensburg-Galerie
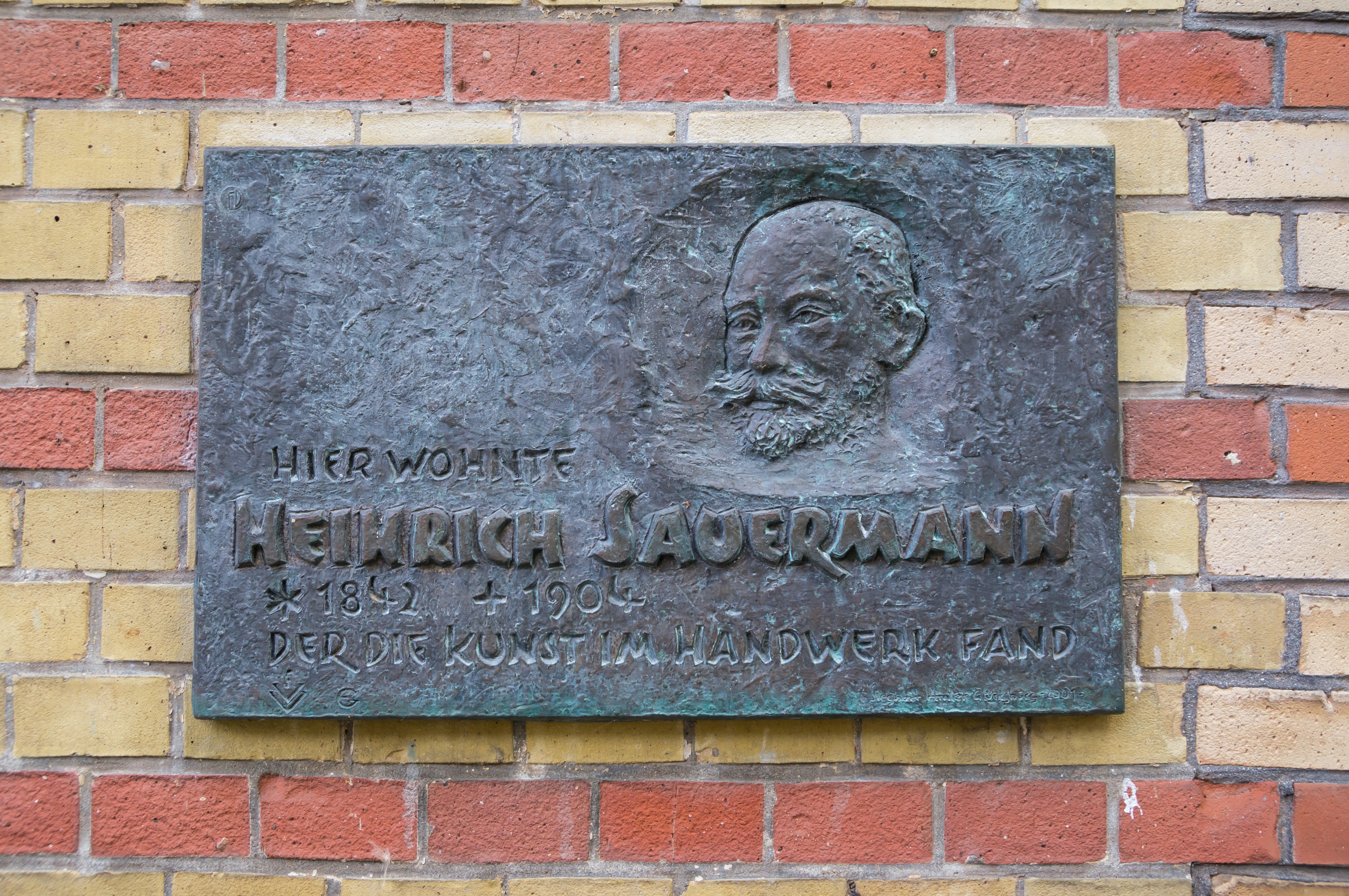
Gedenktafel Heinrich Sauermann, Südergraben 47, Flensburg (2001)
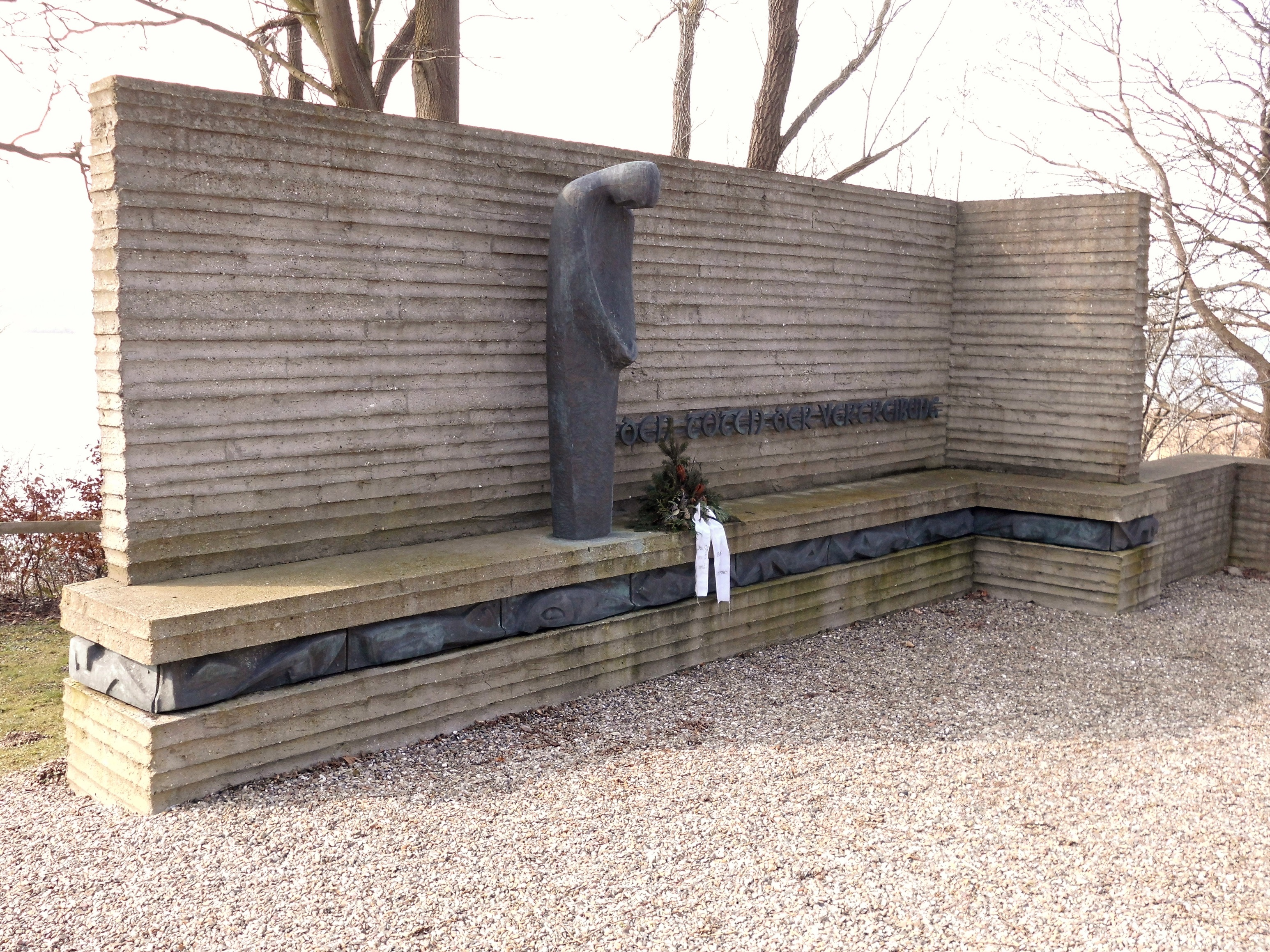
Den Toten der Vertreibung (1966)
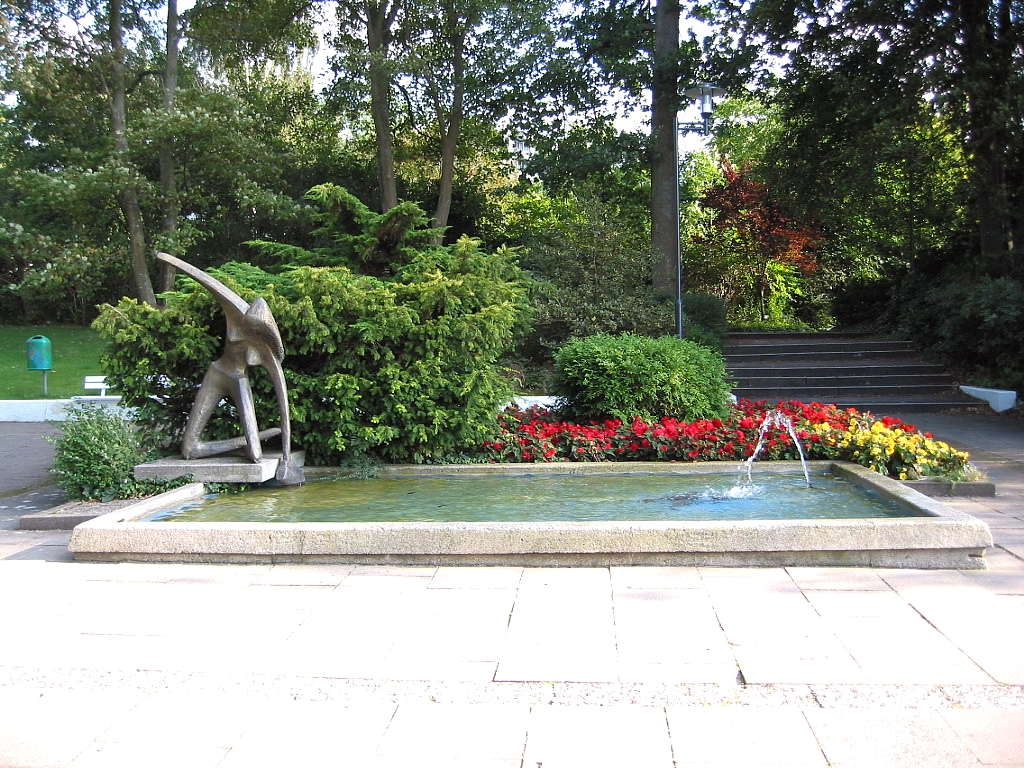
Die Wasserschöpferin im Kurpark Glücksburg (1968, Bild 2007)
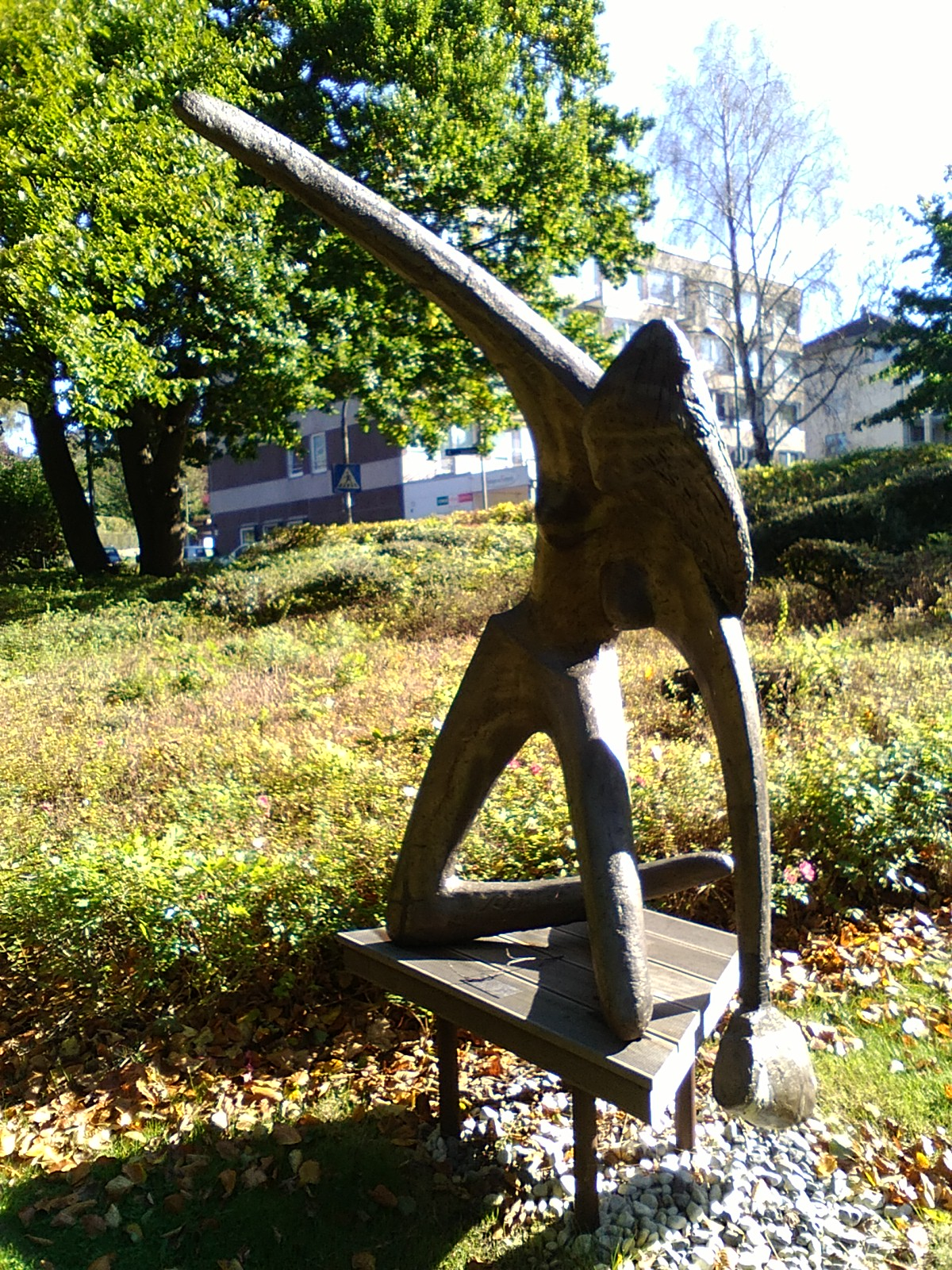
Die Wasserschöpferin, im Kurpark Glücksburg, Situation seit August 2014 (2017)
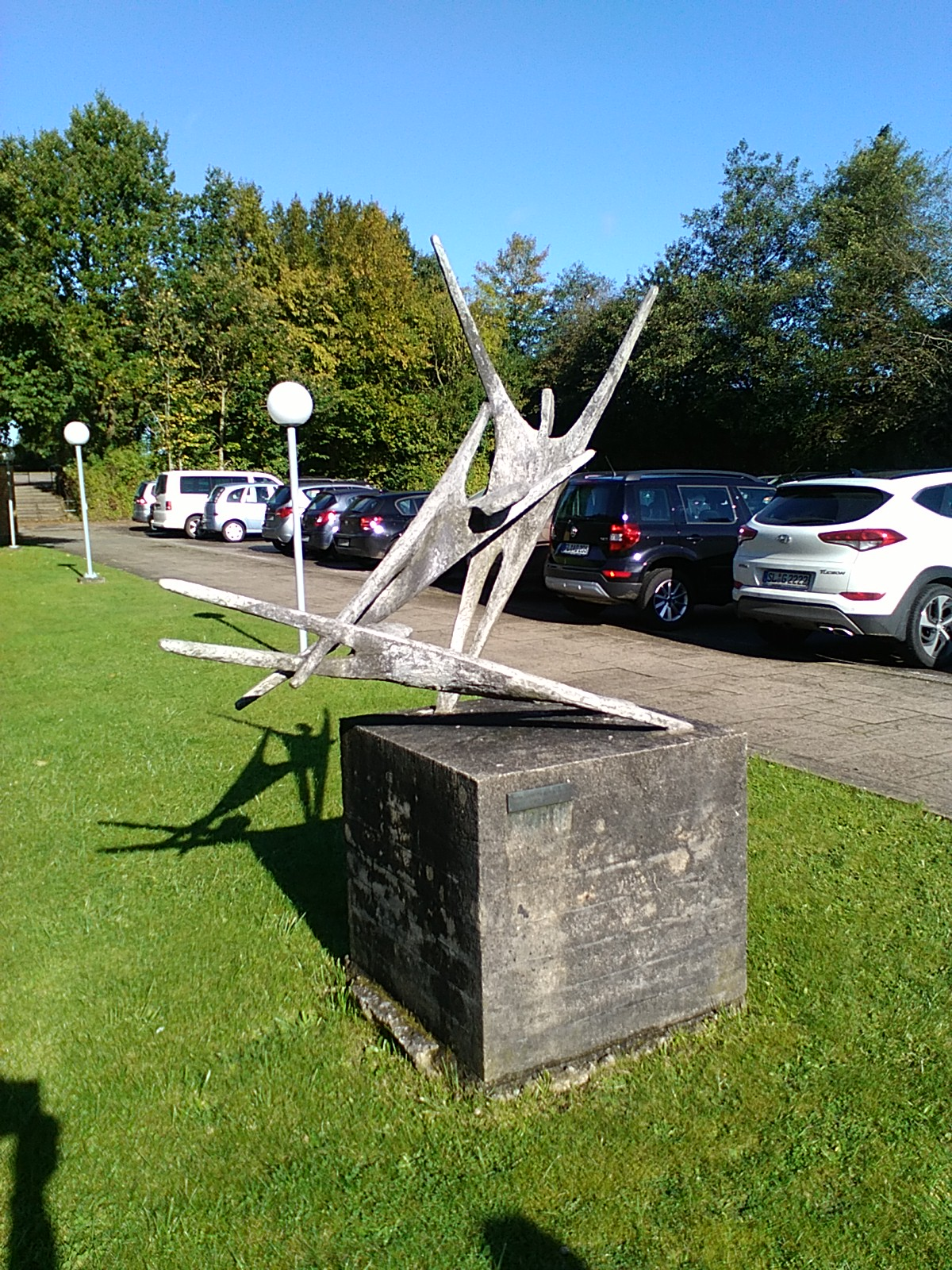
Menschenmöglich, Schule Munkbrarup
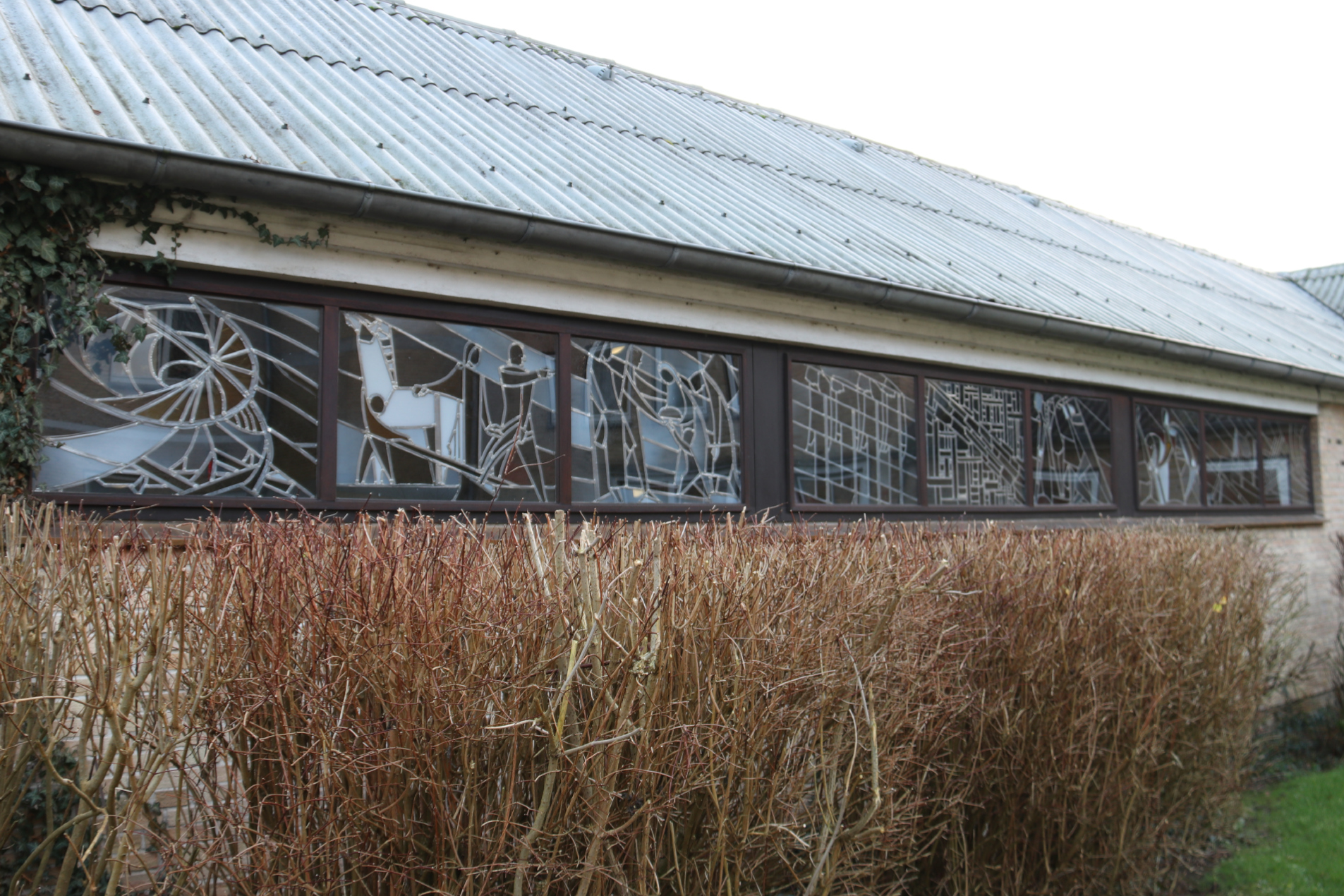
Glasfenster der Ostdeutschen Patenhalle Fahrdorf (1965)

## Ehrungen
- Ehrenmedaille der Stadt Hirschberg (1998)
- Kulturpreis Schlesien des Landes Niedersachsen (2006)
- Verdienstorden der Bundesrepublik Deutschland, Verdienstkreuz am Bande (2010)